# Vila Santana (Goiânia)
Vila Santana é um bairro de Goiânia, localizado na região central, próximo a bairros como  Gentil Meireles, Morumbi, Vila Irany, Vila Santa Helena, Progresso e Vila São José.
Pela proximidade com o bairro de Campinas, sua extensão abrange áreas residenciais e comerciais. Com uma grande mancha urbana e proximidade com o Rio Meia Ponte e seus afluentes, já ocorreram problemas fluviais na região.
De acordo com o Instituto Brasileiro de Geografia e Estatística (IBGE), divulgados pela prefeitura, no Censo 2010 a população da Vila Santana era de 573 pessoas. 
O bairro foi criado em 15 de Dezembro de 1950, oriundo da propriedade de Geraldo Borges Santana, situado na antiga Fazenda Abajá.
Segundo dados da Prefeitura de Goiânia, a Vila Santana faz parte do 22º subdistrito de Goiânia, chamado de Marechal Rondon. O subdistrito abrange, além dos dois bairros, o Setor Centro Oeste (Parte), Setor Criméia Oeste, Vila Abajá, Vila Irany, Vila Isaura, Vila Paraíso, Vila Perdiz, Vila Santa Helena, Vila São Francisco, Vila São Luiz e Vila Vera Cruz.